# Spisak tomova serije Oštrica besmrtnika
Mangu Oštrica besmrtnika napisao je i ilustrovao Hiroaki Samura. Objavljivala se od juna 1993, do decembra 2012. godine u mesečnom seinen časopisu Afternoon, i poglavlja su joj sakupljena u 30 tankobon toma.
U Srbiji, mangu je prevela izdavačka kuća Čarobna knjiga.

## Spisak tomova
| - Prolog: „Kriminalac” (序幕 罪人 ) - 1. „Osvajanje” (第一幕 征服 ) - 2. „Genije” (第二幕 天才 ) - 3. „Fanatik” (第三幕 執人 ) |

| - 4. „Pesma crva - Kazu” (第四幕 蟲の唄・火途 ・) - 5. „Pesma crva - Kecuzu” (第五幕 蟲の唄・血途 ・) - 6. „Pesma crva - Tozu” (第六幕 蟲の唄・刀途 ・) - 7. „Pesma snova (prvi deo)” (第七幕 夢弾＜其の一＞ () - 8. „Pesma snova (drugi deo)” (第八幕 夢弾＜其の二＞ () |

| - 9. „Pesma snova (treći deo)” (第九幕 夢弾＜其の三＞ () - 10. „Pesma snova (četvrti deo)” (第十幕 夢弾＜其の四＞ () - 11. „Pesma snova (peti deo)” (第十一幕 夢弾＜其の五＞ () - 12. „Rinino iskušenje (prvi deo)” (第十二幕 斜凜＜其の一＞ () - 13. „Rinino iskušenje (drugi deo)” (第十三幕 斜凜＜其の二＞ () |

| - 14. „Na tihom perju (prvi deo)” (第十四幕 羽根は静かに＜其の一＞ () - 15. „Na tihom perju (drugi deo)” (第十五幕 羽根は静かに＜其の二＞ () - 16. „Na tihom perju (treći deo)” (第十六幕 羽根は静かに＜其の三＞ () - 17. „Na tihom perju (četvrti deo)” (第十七幕 羽根は静かに＜其の四＞ () - 18. „Na tihom perju (peti deo)” (第十八幕 羽根は静かに＜其の五＞ () - 19. „Na tihom perju (šesti deo)” (第十九幕 羽根は静かに＜其の六＞ () |

| - 20. „Na tihom perju (sedmi deo)” (第二十幕 羽根は静かに＜其の七＞ () - 21. „Senka nesreće (prvi deo)” (第二十一幕 凶影＜其の一＞ () - 22. „Senka nesreće (drugi deo)” (第二十二幕 凶影＜其の二＞ () - 23. „Senka nesreće (treći deo)” (第二十三幕 凶影＜其の三＞ () - 24. „Ishrana” (第二十四幕 糧 ) - Dodatak: „Stanovnik večnosti” (永遠の住人 ) |

| - 25. „Srce tame (prvi deo)” (第二十五幕 現ズル事無キ代物＜其の一＞ () - 26. „Srce tame (drugi deo)” (第二十六幕 現ズル事無キ代物＜其の二＞ () - 27. „Srce tame (treći deo)” (第二十七幕 現ズル事無キ代物＜其の三＞ () - 28. „Srce tame (četvrti deo)” (第二十八幕 現ズル事無キ代物＜其の四＞ () - 29. „Srce tame (peti deo)” (第二十九幕 現ズル事無キ代物＜其の五＞ () - 30. „Srce tame (šesti deo)” (第三十幕 現ズル事無キ代物＜其の六＞ () - 31. „Srce tame (sedmi deo)” (第三十一幕 現ズル事無キ代物＜其の七＞ () |

| - 32. „Stado” (第三十二幕 群＜斑＞ () - 33. „Prolazna kiša (prvi deo)” (第三十三幕 群＜叢雨・其の一＞ (・) - 34. „Prolazna kiša (drugi deo)” (第三十四幕 群＜叢雨・其の二＞ (・) - 35. „Selo (prvi deo)” (第三十五幕 群＜村鋒・其の一＞ (・) - 36. „Selo (drugi deo)” (第三十六幕 群＜村鋒・其の二＞ (・) - 37. „Čopor (prvi deo)” (第三十七幕 群＜群れ・其の一＞ (・) - 38. „Čopor (drugi deo)” (第三十八幕 群＜群れ・其の二＞ (・) - 39. „Čopor (treći deo)” (第三十九幕 群＜群れ・其の三＞ (・) - 40. „Čopor (četvrti deo)” (第四十幕 群＜群れ・其の四＞ (・) |

| - 41. „Čopor (peti deo)” (第四十一幕 群＜群れ・其の五＞ (・) - 42. „Čopor (šesti deo)” (第四十二幕 群＜群れ・其の六＞ (・) - 43. „Plamen” (第四十三幕 群＜焔＞ () - 44. „Jesenja kiša (prvi deo)” (第四十四幕 群＜叢時雨・其の一＞ (・) - 45. „Jesenja kiša (drugi deo)” (第四十五幕 群＜叢時雨・其の二＞ (・) - 46. „Tajna (prvi deo)” (第四十六幕 ひそかなる＜其の一＞ () - 47. „Tajna (drugi deo)” (第四十七幕 ひそかなる＜其の二＞ () |

| - 48. „Tajna (treći deo)” (第四十八幕 ひそかなる＜其の三＞ () - 49. „Posle krvoprolića” (第四十九幕 血のあとさき ) - 50. „Ljuštura” (第五十幕 殻 ) - 51. „Golotinja (prvi deo)” (第五十一幕 裸行＜其の一＞ () - 52. „Golotinja (drugi deo)” (第五十二幕 裸行＜其の二＞ () - 53. „Čudovište (prvi deo)” (第五十三幕 獣＜其の一＞ () |

| - 54. „Čudovište (drugi deo)” (第五十四幕 獣＜其の二＞ () - 55. „Čudovište (treći deo)” (第五十五幕 獣＜其の三＞ () - 56. „Čudovište (četvrti deo)” (第五十六幕 獣＜其の四＞ () - 57. „Čudovište (peti deo)” (第五十七幕 獣＜其の五＞ () - 58. „Jesenji mraz (prvi deo)” (第五十八幕 秋霜＜其の一＞ () - 59. „Jesenji mraz (drugi deo)” (第五十九幕 秋霜＜其の二＞ () |

| - 60. „Jesenji mraz (treći deo)” (第六十幕 秋霜＜其の三＞ () - 61. „Jesenji mraz (četvrti deo)” (第六十一幕 秋霜＜其の四＞ () - 62. „Jesenji mraz (peti deo)” (第六十二幕 秋霜＜其の五＞ () - 63. „Jesenji mraz (šesti deo)” (第六十三幕 秋霜＜其の六＞ () - 64. „Kradljivac vetra” (第六十四幕 風盗人 ) - 65. „Kradljivac cveća” (第六十五幕 花盗人 ) - 66. „Senke” (第六十六幕 形影 ) - 67. „Senke saučešća” (第六十七幕 形影相弔フ ) |

| - 68. „Prateći senke” (第六十八幕 形影相伴ふ ) - 69. „Trnje” (第六十九幕 棘 ) - 70. „Ogledalo duše (prvi deo)” (第七十幕 浄玻璃＜其の一＞ () - 71. „Ogledalo duše (drugi deo)” (第七十一幕 浄玻璃＜其の二＞ () - 72. „Ogledalo duše (treći deo)” (第七十二幕 浄玻璃＜其の三＞ () - 73. „Svetlost i senka” (第七十三幕 燐と陰 ) - 74. „Raskršće” (第七十四幕 岐 ) - 75. „Poslednja krv (prvi deo)” (第七十五幕 終血＜其の一＞ () |

| - 76. „Poslednja krv (drugi deo)” (第七十六幕 終血＜其の二＞ () - 77. „Poslednja krv (treći deo)” (第七十七幕 終血＜其の三＞ () - 78. „Poslednja krv (četvrti deo)” (第七十八幕 終血＜其の四＞ () - 79. „Poslednja krv (peti deo)” (第七十九幕 終血＜其の五＞ () - 80. „Ispovest” (第八十幕 吐 ) - 81. „Posebni (prvi deo)” (第八十一幕 誰そ彼＜其の一＞ () - 82. „Posebni (drugi deo)” (第八十二幕 誰そ彼＜其の二＞ () - 83. „Posebni (treći deo)” (第八十三幕 誰そ彼＜其の三＞ () |

| - 84. „Nepoznati (prvi deo)” (第八十四幕 彼は誰＜其の一＞ () - 85. „Nepoznati (drugi deo)” (第八十五幕 彼は誰＜其の二＞ () - 86. „Nepoznati (treći deo)” (第八十六幕 彼は誰＜其の三＞ () - 87. „Nepoznati (četvrti deo)” (第八十七幕 彼は誰＜其の四＞ () - 88. „Nepoznati (peti deo)” (第八十八幕 彼は誰＜其の五＞ () - 89. „Neoprostivo” (第八十九幕 惻々と ) - 90. „Odsustvo boga” (第九十幕 神去 ) - 91. „Dijalog” (第九十一幕 二人劇 ) |

| - 92. „Rupa” (第九十二幕 鼎 ) - 93. „Otvorena šupa” (第九十三幕 開かれた穴 ) - 94. „Prečica (prvi deo)” (第九十四幕 捷径＜其の一＞ () - 95. „Prečica (drugi deo)” (第九十五幕 捷径＜其の二＞ () - 96. „Prečica (treći deo)” (第九十六幕 捷径＜其の三＞ () - 97. „Prečica (četvrti deo)” (第九十七幕 捷径＜其の四＞ () - 98. „Prečica (peti deo)” (第九十八幕 捷径＜其の五＞ () |

| - 99. „O anatomiji ljudskog tela (prvi deo)” ((第九十九幕 改臓肢儀＜其の一＞ () - 100. „O anatomiji ljudskog tela (drugi deo)” (第百幕 改臓肢儀＜其の二＞ () - 101. „O anatomiji ljudskog tela (treći deo)” (第百一幕 改臓肢儀＜其の三＞ () - 102. „O anatomiji ljudskog tela (četvrti deo)” (第百二幕 改臓肢儀＜其の四＞ () - 103. „O anatomiji ljudskog tela (peti deo)” (第百三幕 改臓肢儀＜其の五＞ () - 104. „O anatomiji ljudskog tela (šesti deo)” (第百四幕 改臓肢儀＜其の六＞ () - 105. „Mreža za vrapce (prvi deo)” (第百五幕 雀羅＜其の一＞ () |

| - 106. „Mreža za vrapce (drugi deo)” (第百六幕 雀羅＜其の二＞ () - 107. „Mreža za vrapce (treći deo)” (第百七幕 雀羅＜其の三＞ () - 108. „Mreža za vrapce (četvrti deo)” (第百八幕 雀羅＜其の四＞ () - 109. „Bosonogi (prvi deo)” (第百九幕 徒跣＜其の一＞ () - 110. „Bosonogi (drugi deo)” (第百十幕 徒跣＜其の二＞ () - 111. „Bosonogi (treći deo)” (第百十一幕 徒跣＜其の三＞ () - 112. „Bosonogi (četvrti deo)” (第百十二幕 徒跣＜其の四＞ () - 113. „Bosonogi (peti deo)” (第百十三幕 徒跣＜其の五＞ () |

| - 114. „Život ili smrt” (第百十四幕 活殺 ) - 115. „Jazavičja rupa (prvi deo)” (第百十五幕 猯の巣＜其の一＞ () - 116. „Jazavičja rupa (drugi deo)” (第百十六幕 猯の巣＜其の二＞ () - 117. „Jazavičja rupa (treći deo)” (第百十七幕 猯の巣＜其の三＞ () - 118. „Jazavičja rupa (četvrti deo)” (第百十八幕 猯の巣＜其の四＞ () - 119. „Vidrina jazbina (prvi deo)” (第百十九幕 獺の巣＜其の一＞ () - 120. „Vidrina jazbina (drugi deo)” (第百二十幕 獺の巣＜其の二＞ () |

| - 121. „Vidrina jazbina (treći deo)” (第百二十一幕 獺の巣＜其の三＞ () - 122. „Đavolje gnezdo (prvi deo)” (第百二十二幕 鬼の巣＜其の一＞ () - 123. „Đavolje gnezdo (drugi deo)” (第百二十三幕 鬼の巣＜其の二＞ () - 124. „Đavolje gnezdo (treći deo)” (第百二十四幕 鬼の巣＜其の三＞ () - 125. „Đavolje gnezdo (četvrti deo)” (第百二十五幕 鬼の巣＜其の四＞ () - 126. „Đavolje gnezdo (peti deo)” (第百二十六幕 鬼の巣＜其の五＞ () - 127. „Đavolje gnezdo (šesti deo)” (第百二十七幕 鬼の巣＜其の六＞ () |

| - 128. „Đavolje gnezdo (sedmi deo)” (第百二十八幕 鬼の巣＜其の七＞ () - 129. „Đavolje gnezdo (osmi deo)” (第百二十九幕 鬼の巣＜其の八＞ () - 130. „Đavolje gnezdo (deveti deo)” (第百三十幕 鬼の巣＜其の九＞ () - 131. „Đavolje gnezdo (deseti deo)” (第百三十一幕 鬼の巣＜其の十＞ () - 132. „Đavolje gnezdo (jedanaesti deo)” (第百三十二幕 鬼の巣＜其の十一＞ () - 133. „Đavolje gnezdo (dvanaesti deo)” (第百三十三幕 鬼の巣＜其の十二＞ () - 134. „O anatomiji ljudskog tela (zaključak)” (第百三十四幕 改臓肢儀＜終章＞ () |

| - 135. „Zvuk koraka” (第百三十五幕 跫音 ) - 136. „Plač demona” (第百三十六幕 鬼哭 ) - 137. „Poseta (prvi deo)” (第百三十七幕 おとづれ＜其の一＞ () - 138. „Poseta (drugi deo)” (第百三十八幕 おとづれ＜其の二＞ () - 139. „Zimnica” (第百三十九幕 冬餉抄 ) - 140. „Večernje čavrljanje” (第百四十幕 夜掬 ) - 141. „Saputnik (prvi deo)” (第百四十一幕 みちづれ＜其の一＞ () |

| - 142. „Saputnik (drugi deo)” (第百四十二幕 みちづれ＜其の二＞ () - 143. „Propust” (第百四十三幕 暗渠 ) - 144. „Magla oblaka” (第百四十四幕 雲井霞 ) - 145. „Grimizni sneg” (第百四十五幕 六花紅 ) - 146. „Tragovi srca” (第百四十六幕 こころの迹 ) - 147. „Merenje dubine” (第百四十七幕 瀬踏 ) - 148. „Veliki broj crvenih mačeva” (第百四十八幕 緋剣繚乱 ) |

| - 149. „Ukrštanje” (第百四十九幕 交錯 ) - 150. „Beli se veo ispod meseca” (第百五十幕 帷、月下に白く ) - 151. „Masakr (prvi deo)” (第百五十一幕 鏖＜其の一＞ () - 152. „Masakr (drugi deo)” (第百五十二幕 鏖＜其の二＞ () - 153. „Masakr (treći deo)” (第百五十三幕 鏖＜其の三＞ () - 154. „Masakr (četvrti deo)” (第百五十四幕 鏖＜其の四＞ () - 155. „Oslobođenje” (第百五十五幕 遁 ) |

| - 156. „Razbacane pahulje” (第百五十六幕 明風花 ) - 157. „Pahulja” (第百五十七幕 雪花 ) - 158. „Sneg, mesec i cveće” (第百五十八幕 雪月花 ) - 159. „Snežne pahulje pod mesečinom” (第百五十九幕 風花雪月 ) - 160. „Istina o eksperimentu zamene organa” (第百六十幕 改臓肢儀・真説 ・) - 161. „Sneg koji ne staje (prvi deo)” (第百六十一幕 霏々として＜其の一＞ () - 162. „Sneg koji ne staje (drugi deo)” (第百六十二幕 霏々として＜其の二＞ () |

| - 163. „Sneg koji ne staje (treći deo)” (第百六十三幕 霏々として＜其の三＞ () - 164. „Sneg koji ne staje (četvrti deo)” (第百六十四幕 霏々として＜其の四＞ () - 165. „Sneg koji ne staje (peti deo)” (第百六十五幕 霏々として＜其の五＞ () - 166. „Sneg koji ne staje (šesti deo)” (第百六十六幕 霏々として＜其の六＞ () - 167. „Sneg koji ne staje (sedmi deo)” (第百六十七幕 霏々として＜其の七＞ () - 168. „Ishrana (drugi deo)” (第百六十八幕 糧＜其の二＞ () - 169. „Kad se slegne perje...” (第百六十九幕 凪ぎて羽根は...... Dai Hyaku Roku Jū Kyū Maku Nagite Hane wa......) |

| - 170. „Suze na paučini” (第百七十幕 くものいの露 ) - 171. „Lonci (prvi deo)” (第百七十一幕 壺＜其の一＞ () - 172. „Lonci (drugi deo)” (第百七十二幕 壺＜其の二＞ () - 173. „Lonci (treći deo)” (第百七十三幕 壺＜其の三＞ () - 174. „Lonci (četvrti deo)” (第百七十四幕 壺＜其の四＞ () - 175. „Poslednji napor (prvi deo)” (第百七十五幕 十掉尾＜其の一＞ () - 176. „Poslednji napor (drugi deo)” (第百七十六幕 十掉尾＜其の二＞ () - 177. „Poslednji napor (treći deo)” (第百七十七幕 十掉尾＜其の三＞ () |

| - 178. „Lančana reakcija (prvi deo)” (第百七十八幕 鎖乱＜其の一＞ () - 179. „Lančana reakcija (drugi deo)” (第百七十九幕 鎖乱＜其の二＞ () - 180. „Lančana reakcija (treći deo)” (第百八十幕 鎖乱＜其の三＞ () - 181. „Lančana reakcija (četvrti deo)” (第百八十一幕 鎖乱＜其の四＞ () - 182. „Blatnjavi sneg (prvi deo)” (第百八十二幕 泥雪＜其の一＞ () - 183. „Blatnjavi sneg (drugi deo)” (第百八十三幕 泥雪＜其の二＞ () - 184. „Lančana reakcija (peti deo)” (第百八十四幕 鎖乱＜其の五＞ () |

| - 185. „Pravila puta (prvi deo)” (第百八十五幕 道さだめ＜其の一＞ () - 186. „Pravila puta (drugi deo)” (第百八十六幕 道さだめ＜其の二＞ () - 187. „Otkidanje kormila (prvi deo)” (第百八十七幕 楫を絶え＜其の一＞ () - 188. „Otkidanje kormila (drugi deo)” (第百八十八幕 楫を絶え＜其の二＞ () - 189. „Nagomilavanje duša” (第百八十九幕 霊込 ) - 190. „Iznenadna paljba u nebesa” (第百九十幕 天乱発 ) - 191. „Nirvana” (第百九十一幕 彼岸 ) |

| - 192. „Vatrene kočije” (第百九十二幕 火車 ) - 193. „Odanost (prvi deo)” (第百九十三幕 墨守＜其の一＞ () - 194. „Odanost (drugi deo)” (第百九十四幕 墨守＜其の二＞ () - 195. „Odanost (treći deo)” (第百九十五幕 墨守＜其の三＞ () - 196. „Stotinu plesnih pejzaža (prvi deo)” (第百九十六幕 焉舞百景＜其の一＞ () - 197. „Stotinu plesnih pejzaža (drugi deo)” (第百九十七幕 焉舞百景＜其の二＞ () |

| - 198. „Stotinu plesnih pejzaža (treći deo)” (第百九十八幕 焉舞百景＜其の三＞ () - 199. „Smrt veličanstvena poput zimskog groma (prvi deo)” (第百九十九幕 寒雷散華＜其の一＞ () - 200. „Smrt veličanstvena poput zimskog groma (drugi deo)” (第二百幕 寒雷散華＜其の二＞ () - 201. „Kad plavo obgrli indigo” (第二百一幕 藍を抱く青 ) - 202. „Mač žalosti” (第二百二幕 無念刀 ) - 203. „Usred nadmetanja svirepih vetrova” (第二百三幕 いと荒ましき風の競ひに ) - 204. „Neznano rođenje, neznana smrt” (第二百四幕 未知生、焉知死 ) - 205. „Topljenje snega” (第二百五幕 忘れ雪ほどろに ) - 206. „Manđi i Rin” (最終幕 卍と凜 ) |